# Edith Anne Stoney
Edith Anne Stoney (Ballsbridge, Dublín, 6 de enero de 1869 – 25 de junio de 1938) fue una física nacida en Dublín en una antigua familia científica angloirlandesa.Se la considera la primera mujer física médica.

## Biografía
Edith Stoney hija de George Johnstone Stoney, FRS, un eminente físico que acuñó el término electrón en 1891 como la unidad fundamental de electricidad, y su esposa y prima, Margaret Sophia Stoney. Uno de sus dos hermanos, George Gerald, era ingeniero y miembro de la Royal Society (FRS).Una de sus dos hermanas, Florence Stoney, era radióloga y recibió una OBE. Su primo era el físico George Francis FitzGerald FRS (1851-1901), radicado en Dublín, y su tío Bindon Blood Stoney FRS era ingeniero del puerto de Dublín, conocido por construir varios de los principales puentes de Dublín y desarrollar el Quayside.
Edith Stoney demostró un talento matemático considerable y obtuvo una beca en Newnham College, Cambridge, donde obtuvo el primer lugar en el examen Tripos de la Parte I en 1893. Aunque no obtuvo un título de la Universidad de Cambridge ya que las mujeres fueron excluidas de la graduación hasta 1948. Durante su estancia en Newnham, estuvo a cargo del telescopio del College.Más tarde logró una licenciatura y una maestría del Trinity College de Dublín, tras la aceptación de las mujeres en 1904.
Tras trabajar brevemente en cálculos de turbinas de gas y diseño de reflectores para Sir Charles Algernon Parsons, aceptó un puesto de profesora de matemáticas en el Cheltenham Ladies College .

## Escuela de Medicina para Mujeres de Londres (Royal Free)
Después de la Ley Médica de 1876, era ilegal que las instituciones académicas impidieran el acceso a la educación médica por motivos de sexo. Anticipándose a esta ley la primera escuela de medicina para mujeres en Gran Bretaña fue establecida en 1874 por la Dra. Sophia Jex-Blake.La Escuela de Medicina para Mujeres de Londres rápidamente pasó a formar parte de la Universidad de Londres, con enseñanza clínica en el Royal Free Hospital, Florence, la hermana de Edith, estudiaba en la escuela, se graduó en medicina con honores en 1895 (MB BS) y obtuvo su doctorado en medicina en 1898. Mientras tanto, Edith Anne consiguió un nombramiento como profesora de física en la escuela en 1899. Sus primeras tareas fueron montar un laboratorio de física y diseñar el curso de física. El laboratorio estaba previsto para 20 estudiantes y el contenido del curso era pura física, como exige la normativa universitaria; incluía mecánica, magnetismo, electricidad, óptica, sonido, calor y energía. 
En su obituario de Lancet, un exalumno suyo señaló:

“Sus clases de física se convirtieron en su mayor parte en charlas informales, durante las cuales la señorita Stoney, generalmente vestida con un delantal azul, garabateaba en una pizarra con tizas de colores, volviéndose ansiosamente a intervalos para preguntar: ¿Has comprendido mi punto?.Quizás era demasiado buena matemática... para comprender las dificultades del estudiante de medicina promedio, pero la experiencia le había enseñado cuán angustiosas podían ser”.

En 1901, el Royal Free Hospital nombró a Florence para un nuevo puesto de electricista médico a tiempo parcial.  En abril siguiente, las dos hermanas abrieron un nuevo servicio de rayos X en el departamento de electricidad Durante su estancia en el Royal Free Hospital, las dos hermanas apoyaron activamente el movimiento por el sufragio femenino en el Reino Unido, aunque se opusieron a la acción violenta directa con la que más tarde se asoció. Durante su estancia en la escuela, también desempeñó un papel central en la Federación Británica de Mujeres Universitarias (BFUW). Fue elegida tesorera, en su ausencia, en la primera reunión ejecutiva del 9 de octubre de 1909, cargo que ocupó hasta finales de mayo de 1915.  Se comprometió cada vez más con el cabildeo político de la Federación. En la reunión ejecutiva del 19 de octubre de 1912, propuso los nombres de dos miembros de un subcomité para asegurar la aprobación de un proyecto de ley que permitiera a las mujeres convertirse en abogadas, procuradoras o agentes parlamentarias. La legislación finalmente se promulgó después de la guerra dentro de la Ley de descalificación (expulsión) sexual de 1919 .Edith Stoney renunció a su puesto en la escuela en marzo de 1915 y se registró que "con el debido pesar y muy de mala gana es deseable un cambio en la cátedra de física". A Edith Stoney se le ofrecieron 300 libras esterlinas al presentar su dimisión. 

## Primera Guerra Mundial

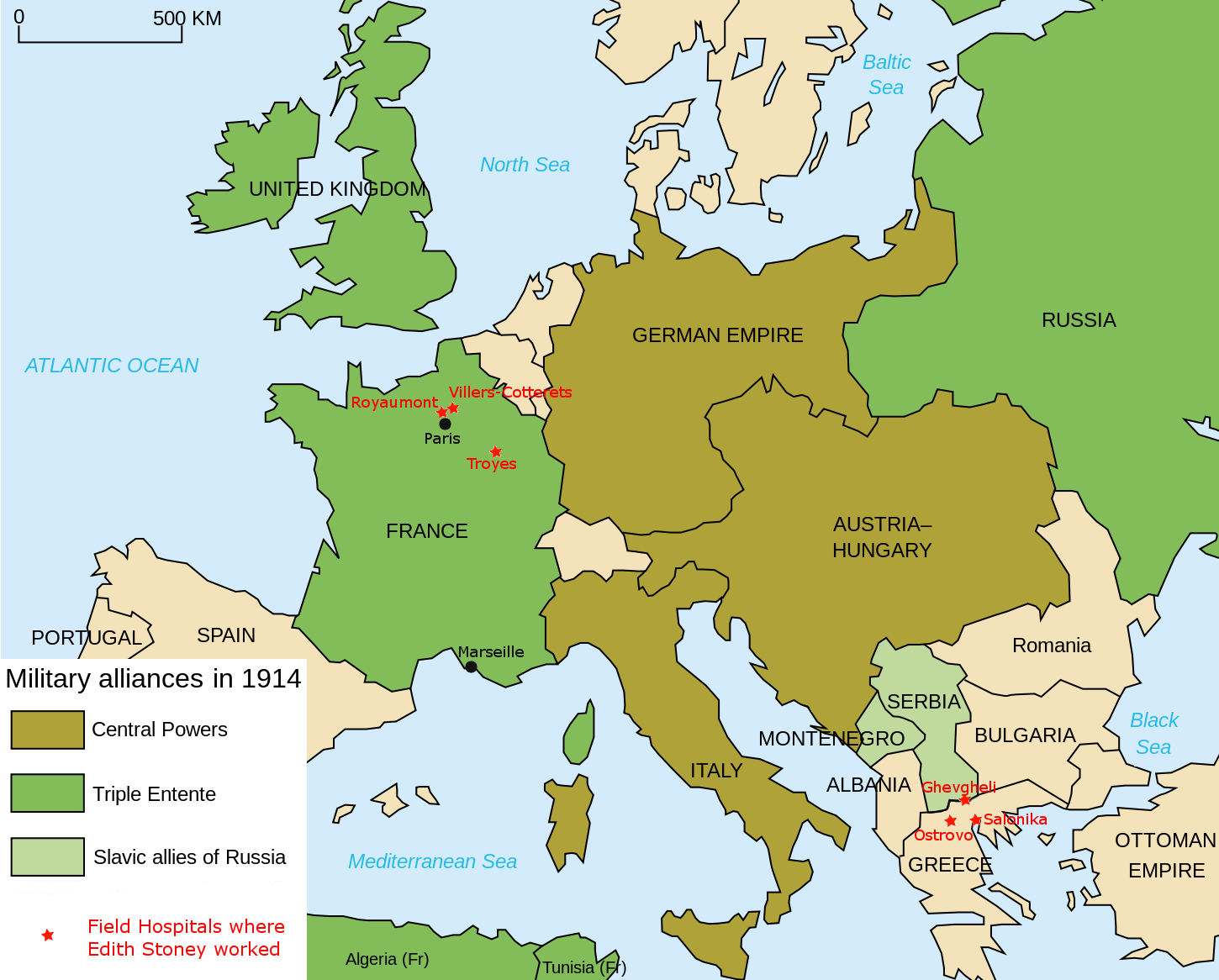
Mapa que ubica los diferentes hospitales de campaña donde trabajó Edith Anne Stoney durante la Primera Guerra Mundial. El mapa representa las fronteras en 1914.

Tanto Florence como Edith Stoney ofrecieron sus servicios a la Cruz Roja Británica en la Oficina de Guerra de Londres, para proporcionar un servicio radiológico de apoyo a las tropas en Europa, el día en que Gran Bretaña declaró la guerra. Su oferta fue rechazada porque eran mujeres. Florence creó su propia unidad en la Liga de Servicio Imperial de Mujeres y pasó los siguientes seis meses en Europa. Edith organizó suministros desde Londres, donde también formó parte del comité de la Liga.Florence regresó a Londres en el momento en que Edith renunció a la Escuela de Medicina para Mujeres de Londres.Edith se puso en contacto con los Scottish Women's Hospitals (SWH), una organización formada en 1914 para dar apoyo médico en el campo de batalla y financiada por el movimiento por el sufragio femenino. La organización había conseguido un acuerdo para establecer un nuevo hospital en tiendas de campaña con 250 camas en Domaine de Chanteloup, Sainte-Savine, cerca de Troyes (Francia), financiado por los colegios femeninos de Girton y Newnham en Cambridge, y la función de Edith era planificar y operar el instalaciones de rayos x.Estableció la estereoscopía para localizar balas y metralla e introdujo el uso de rayos X en el diagnóstico de la gangrena gaseosa, siendo el gas intersticial un mandato para la amputación inmediata para dar alguna posibilidad de supervivencia. 
El hospital estaba cerca de la línea del frente y, en sus propias palabras, en septiembre de 1915, 

"la ciudad había sido evacuada, la estación había sido minada y oíamos el disparo de armas pesadas durante la noche".

La unidad estaba compuesta exclusivamente por mujeres, a excepción de dos conductores varones a tiempo parcial y su asistente técnico, el señor Mallett.Fueron asignados al Cuerpo Expedicionario de Oriente y con orden de trasladarse a Serbia. Después de abordar el vapor Mossoul en Marsella, llegaron a Salónica (conocida como Tesalónica en la Grecia moderna) el 3 de noviembre, donde tomaron el tren nocturno hacia el norte hasta Ghevgheli (ahora Gevgelija en la actual Macedonia del Norte ), en el lado serbio de la frontera griega. Instalaron un hospital en una fábrica de seda en desuso donde trataron a 100 pacientes con lesiones que iban desde congelación hasta heridas graves en los pulmones y la cabeza. Tras las derrotas a manos de las fuerzas búlgaras, Edith y su personal se retiraron a Salónica el 6 de diciembre de 1916. Once días después, habían restablecido el hospital en un pantano bajo y drenado junto al mar, y el día de Año Nuevo de 1917, Edith Stoney tenía las luces encendidas y los rayos X funcionando. A pesar de la falta de equipamiento y recursos, estableció un departamento de electroterapia y diversos equipos para la rehabilitación muscular de los soldados a su cargo.También ayudó en los problemas de dos barcos hospitales británicos, cuyos sistemas de rayos X habían sido dañados durante una tormenta, y brindó apoyo a la unidad CSA en Ostrovo (ahora Arnissa en el lago Vegoritida, antes lago Ostrovo en el norte de Grecia), que llegó durante septiembre de 1916. Tuvo una pausa por baja por enfermedad en diciembre de 1917 y regresó hasta el verano siguiente. Solicitó un puesto como radióloga en un campo militar en Salónica, pero su solicitud fue bloqueada por el Ministerio de Guerra. En octubre de 1917 regresó a Francia para dirigir los departamentos de rayos X de los hospitales SWH de Royaumont y Villers-Cotterêts. En marzo de 1918 tuvo que supervisar el cierre del campo y la retirada por tercera vez, cuando Villers-Cotterêts fue invadida por las tropas alemanas. Durante los últimos meses de la guerra los combates se intensificaron y hubo un fuerte aumento de la carga de trabajo. Sólo en el mes de junio, la carga de trabajo de rayos X alcanzó un máximo de más de 1.300, en parte debido a un mayor uso de la fluoroscopia.

## Posguerra y jubilación

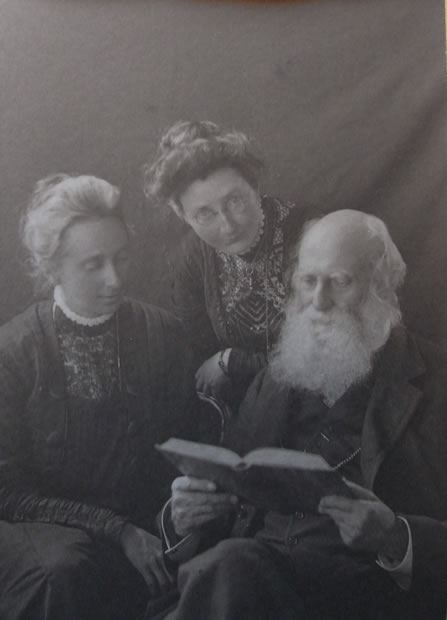
De izquierda a derecha: Edith Stoney (izquierda), con su hermana Florence y su padre Johnstone.

Al regresar a Inglaterra, Edith Stoney aceptó un puesto como profesora de física en el departamento de Ciencias Sociales y del Hogar del King's College for Women, cargo que ocupó hasta su jubilación en 1925. Después de dejar King's se mudó a Bournemouth, donde vivió con su hermana Florence, que padecía cáncer de columna y murió en 1932.Durante su jubilación, reanudó su trabajo en la BFUW, de la que había sido la primera tesorera antes de la guerra. Se convirtió en una de las primeras (y más antiguas) miembros de la Sociedad de Mujeres de Ingeniería y desempeñó un papel activo en la organización hasta poco antes de su muerte.Viajó mucho y, en 1934, habló ante la Federación Australiana de Mujeres Universitarias sobre el tema de las mujeres en la ingeniería, destacando la contribución de las trabajadoras durante la guerra.En 1936, estableció la beca George Johnstone y Florence Stoney en la BFUW, para "investigaciones en ciencias biológicas, geológicas, meteorológicas o radiológicas realizadas preferiblemente en Australia, Nueva Zelanda o Sudáfrica".La beca ahora es administrada por Newnham College,Cambridge, y apoya a los estudiantes de medicina clínica que viajan al extranjero durante su período optativo. La declaración de confianza tenía fecha del 11 de febrero de 1942 y la organización benéfica Johnstone And Florence Stoney Studentship Fund (n.º 273043) se registró el 25 de marzo de 1976.
Edith Stoney murió el 25 de junio de 1938, a la edad de 69 años, y se imprimieron obituarios tanto en la prensa científica como médica: Nature, The Lancet The Woman Engineer y periódicos nacionales de Inglaterra, The Times y Australia. 

## Premios y reconocimientos

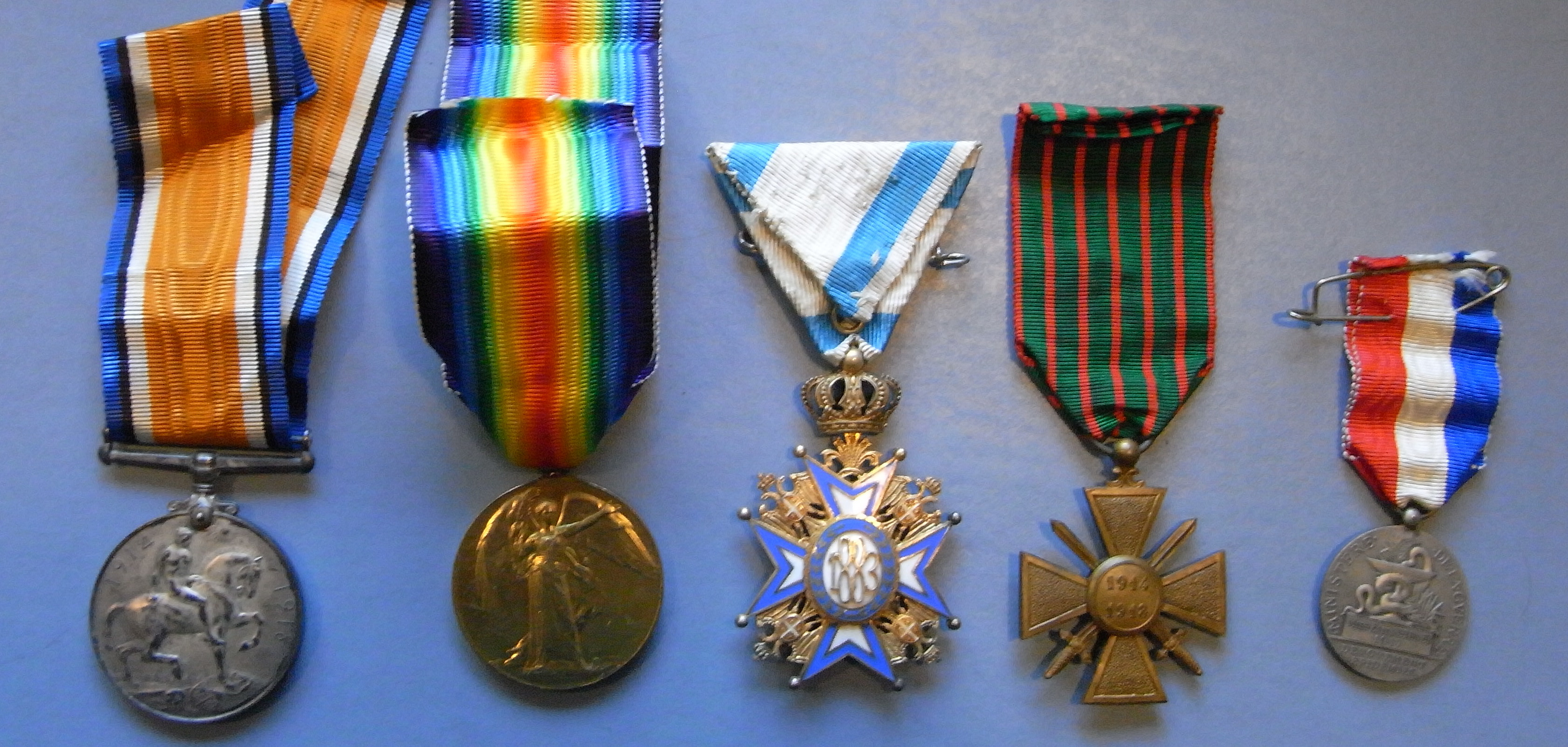
Medallas de Edith Stoney celebradas en Newnham College, Cambridge. De izquierda a derecha: Medalla de Guerra británica (reverso), Medalla de la Victoria (anverso), Orden serbia de San Sava (reverso), Croix de Guerre francesa (reverso) y "Médaille des épidémies" francesa (reverso).

Su servicio de guerra fue reconocido por varios países 
- Recibió la “Médaille des épidémies du ministère de la Guerre” y la Croix de Guerre de Francia

- Recibió tanto la Orden de San Sava de Serbia como las Medallas de la Victoria y la Guerra Británica de Gran Bretaña.

Recordada por su considerable valentía e ingenio frente a peligros extremos y su imaginación al contribuir a la atención clínica en las condiciones más difíciles de la guerra. Como firme defensora de la educación de las mujeres, permitió a jóvenes graduadas dedicar tiempo a la investigación en el extranjero y otra a permitir que las físicas ingresaran a la escuela de medicina gracias al fondo que creó. A través de su trabajo y compromisos, Edith Stoney fue recordada como una pionera de la física médica.